# Виа Апия
Вия Апия (на латински: Via Appia) е най-важният път в Древен Рим. Строежът му е започнат през 312 пр.н.е. под ръководството на цензора Апий Клавдий Цек. Наречена е на негово име – букв. „пътят на Апий“. Дължината му била 132 мили. Свързвал е Рим с Капуа, а от 244 пр.н.е. стига до Брундизий, едно от най-важните пристанища, свързващи Италия с Изтока. Чрез него Древен Рим се свързвал с Гърция, Египет и Мала Азия. На всяка римска миля е имало стълб, който обозначавал разстоянието и надпис, кой император е управлявал по това време. На всеки 19 мили имало обособени места за отдих.
Виа Апия се свързва и с въстанието на Спартак. След потушаването му, 6000 воини са разпънати по протежението на пътя. В началото на 2 век император Траян строи нов път от Беневентум до Брундизий, който става известен като Виа Траяна.